# Microsoft OneNote
Microsoft OneNote je program pro vytváření poznámek od společnosti Microsoft, který je součástí kancelářského balíku Microsoft Office, ale je nabízen také samostatně zdarma.
OneNote je součástí balíku Office od verze 2003. V Office 2007 přinesl Microsoft výrazněji inovovanou verzi včetně doplňku pro mobilní zařízení se systémem Windows Mobile – OneNote Mobile. Office 2013 přinesl opět více inovovanou verzi OneNote včetně verze pro Android

## Vlastnosti
OneNote slouží k vytváření textových, zvukových a grafických poznámek. OneNote také dokáže zaznamenávat ručně psaný text a převádět jej na normální text (funkce je nazývána ink-to-text), je tudíž ideální pro přenosná zařízení konceptu tabletu.
OneNote umožňuje vytvářet přehledně roztříděné poznámky podle reálných poznámkových bloků:
Poznámkový blok – záložky se štítky (označení kategorie) – jednotlivé listy.
OneNote je také integrován se systémem Windows, s ostatními aplikacemi Microsoft Office a také mobilními operačními systémy. Je tak například možné snadno vytvořit poznámku z prohlížené stránky v Internet Exploreru a pak si vytvořit v OneNote úkol do Outlooku.

## Seznam verzí
| Verze produktu | Datum vydání       |
| -------------- | ------------------ |
| OneNote 2003   | 17. listopadu 2003 |
| OneNote 2007   | 27. ledna 2007     |
| OneNote 2010   | 15. července 2010  |
| OneNote 2013   | 9. ledna 2013      |
| OneNote 2016   | 22. září 2015      |

## OneNote Mobile
Součástí OneNote 2007 je mobilní verze této aplikace s podporou obousměrné synchronizace mezi aplikacemi OneNote v počítači a v zařízení. OneNote Mobile vyžaduje systém Windows Mobile 2003 a vyšší a je kompatibilní se zařízeními Smartphone (bez dotykové obrazovky).